# 中田絵里奈
中田 絵里奈（なかた えりな、1986年11月7日 - ）は、東京都出身の日本のファッションモデル。血液型O型。所属事務所はユニヴァイブ。青山学院大学卒業。

## 来歴
大学在学中より様々な雑誌で活躍する読者モデル。卒業後はOLとモデル業の両立を行っていたが、現在はモデルを中心とした活動に専念している。
主なジャンルは「青文字系」。紙面の初登場は、springのスナップページ。
第二期minaメイツになり、コラボワンピースを作る。その後も、Erina Nakata × mer × labirinth、Erina Nakata × Candlly、とのコラボ販売を経て、アパレルブランド（通販）「le reve vaniller」のプロデュース（2014年8月～）を、発表した。
2012年11月7日、自身のブログで入籍を報告。2013年9月20日にハワイで披露宴を挙げた。2018年に第一子となる男の子を出産した。

## 人物
- 好きな食べ物：無花果

## 主な活動

### 雑誌
- mer
- Used Mix
- mina (雑誌)
- PS
- non-no
- MORE (雑誌)
- nadecico（休刊)

### 出演イベント
- merプレミアム女子会[9]
- mer fes.2014 8/31（日）＠恵比寿 ザ・ガーデンホール[10]
- mer fes.2013 9/1（日）＠恵比寿 ザ・ガーデンホール[11]